# تراژدی (فیلم)
تراژدی فیلمی به کارگردانی آزیتا موگویی، نویسندگی رضا کریمی و تهیه‌کنندگی محمدحسن نجم محصول سال ۱۳۹۲ایران است. این فیلم در سی و دومین جشنواره فیلم فجر بخش نگاه نو شرکت کرد و در تمامی رشته‌های فیلم‌های اول کاندید شد.

## خلاصه فیلم
داستان مردی است به نام قاسم که برای جبران غرور از دست رفته اش تصمیم عجیبی می‌گیرد، حبیب نگرانش، زینت مردد و موسی سرگردان و پژمان بیخبر از همه چیز است اما اتفاق عجیبی در پیش است.

## بازیگران
- مهدی هاشمی در نقش قاسم سبزیکار
- بهرام رادان در نقش حبیب
- حسین یاری در نقش موسی
- رؤیا نونهالی در نقش زینت
- پانته‌آ بهرام در نقش مهشید (زن بابای پژمان)
- پیام دهکردی در نقش احدی (صاحب کار زینت)
- پژمان هادوی در نقش پژمان
- امید روحانی در نقش دکتر بیمارستان
- اکبر معززی
- سیاوش درخشانی
- حسن دادخواه
- الهام جبرائیلی
- حسام قاسمی

## جشنواره‌ها
| قسمت             | نامزد        | نتیجه  | جایزه        |
| ---------------- | ------------ | ------ | ------------ |
| بهترین فیلم      | آزیتا موگویی | کاندید | سیمرغ بلورین |
| بهترین کارگردانی | آزیتا موگویی | کاندید | سیمرغ بلورین |
| بهترین فیلمنامه  | رضا کریمی    | کاندید | سیمرغ بلورین |

| قسمت                     | نامزد          | نتیجه  | جایزه        |
| ------------------------ | -------------- | ------ | ------------ |
| بهترین بازیگر نقش اول زن | رویا نونهالی   | کاندید | سیمرغ بلورین |
| بهترین تدوین             | محمدرضا مویینی | کاندید | سیمرغ بلورین |